# Menora
Menóra (hebrejsko מְנוֹרָה, hebrejska izgovarjava: [menoˈʁa]) je v Svetem pismu opisana kot antični hebrejski svečnik s sedmimi svetilkami (šest vej), narejen iz čistega zlata in uporabljen v tabernaklju (prenosnem zemeljskem bivališču izraelskega Boga), ki ga je postavil Mojzes v puščavi in pozneje v templju v Jeruzalemu. Dnevno so prižigali sveže oljčno olje, da so njene svetilke gorele. Menora je bila že od antike simbol tako judovstva kot krščanstva; v sodobnem času velja predvsem za simbol judovstva in je emblem na grbu sodobne države Izrael.

## Izdelava
V hebrejski Bibliji je Bog Mojzesu razkril načrt za menoro in opisal izdelavo menore takole:
Potem narêdi svečnik iz čistega zlata; s kovanjem naj naredijo svečnik, njegovo nogo in deblo; kakor on naj bodo iz celega njegove čaše, popki in cveti! Šest vej naj izhaja iz njegovih strani: tri veje svečnika iz ene strani in tri veje iz druge. Po tri mandeljnovemu cvetu podobne čaše s popkom in cvetom naj bodo na vsaki veji; tako naj bo na šestih vejah, ki izhajajo iz svečnika. Na svečniku samem naj bodo štiri mandeljnovemu cvetu podobne čaše s popki in cveti. In sicer naj bo popek pod dvema vejama, kjer izhajata iz njega, in popek pod drugima dvema vejama, kjer izhajata iz njega, in popek pod zadnjima dvema vejama, kjer izhajata iz njega; tako naj bo pri šestih vejah, ki izhajajo iz svečnika. Ti popki in te veje naj bodo z njimi vred iz celega; vse naj bo eno samo kovano delo iz čistega zlata. Narêdi zanj sedem svetilk in postavi nanj njegove svetilke tako, da bodo razsvetljevale prostor pred njim! Njegovi utrinjači in skledice naj bodo iz čistega zlata. Svečnik in vse te naprave naj naredijo iz enega talenta čistega zlata. Glej, da jih narediš po njihovem vzorcu, ki se ti je pokazal na gori!
V Ustni Tori je bila menora visoka 18 dlani (tri običajni komolci) ali približno 1,62 m. Čeprav je bila menora postavljena v predsobo tempeljskega svetišča, ob njegovi skrajni južni steni, je v Talmudu zabeležen spor med dvema učenjakoma o tem, ali je bila menora nameščena od severa proti jugu ali od vzhoda proti zahodu. Zgodovinar Jožef, ki je bil priča uničenju templja, pravi, da je bila menora dejansko postavljena poševno, od vzhoda proti jugu.
Veje svečnika so pogosto umetniško upodobljene kot polkrožne, toda srednjeveški rabin Rashi (po nekaterih sodobnih branjih) in Maimonides (v skici, ki jo je komentiral njegov sin Avraham), sta menila, da so ravne; vse druge judovske avtoritete, tako klasične (npr. Filon in Jožef) in srednjeveške (npr. Ibn Ezra), ki izrazijo mnenje o tej temi, navajajo, da so bile roke zaokrožene.
Najbolj znana ohranjena upodobitev tempeljske menore je bila upodobljena v frizu na Titovem slavoloku, v spomin na njegov triumf v Rimu po uničenju Jeruzalema leta 70 našega štetja. V tem frizu je menora prikazana na šesterokotnem podstavku, ta pa na nekoliko večji, a koncentrični in enako oblikovani podlagi. Vsaka faseta šesterokotne osnove je bila izdelana z dvema navpičnima stebričkoma in dvema vodoravnima tirnicama, zgornjo in spodnjo tirnico, ki spominja na štrleči okvir, postavljen ob potopljeno ploščo. Te plošče imajo določeno reliefno obliko ali so znotraj njih izklesane. Na ploščah sta prikazana gigantski ptič Ziz in Leviathan iz judovske mitologije.
Leta 2009 so pod zemljo v Magdali v lasti Kristusovih legionarjev, ki so nameravali zgraditi center za ženske študije, odkrili ruševine sinagoge s lončenino iz časa pred uničenjem Drugega jeruzalemskega templja. V ruševinah te sinagoge so odkrili pravokoten kamen, ki je imel na svoji površini med drugimi okrašenimi rezbarijami upodobitev menore s sedmimi svetilkami, ki se izrazito razlikuje od upodobitve na Titovem slavoloku, ki bi jo morda lahko izklesal očividec dejanske menore, ki je bila takrat postavljena v Templju v Jeruzalemu. Ta menora ima krake, ki so poligonalni, ne zaobljeni, osnova pa je trikotna. Omeniti pa velja, da je bil ta artefakt najden precej oddaljen od Jeruzalema in Titov slavolok je bil pogosto razložen kot pripoved očividcev o izropanju prvotne menore iz jeruzalemskega templja.
Upodobitve artefakta sedmih svetilk so našli na grobnicah in spomenikih iz 1. stoletja kot pogosto uporabljenega simbola judovstva in judovskega ljudstva.
V nasprotju z nekaterimi sodobnimi zasnovami je starodavna menora žgala olje in ni vsebovala ničesar, kar bi spominjalo na sveče, ki jih na Bližnjem vzhodu niso poznali do približno leta 400 našega štetja.

## Uporaba
Svetilke menore so prižigali vsak dan s svežim, posvečenim oljčnim oljem in so gorele od večera do jutra, v skladu z Eksodus 27,21.
Rimsko-judovski zgodovinar Jožef navaja, da so tri od sedmih svetilk smele goreti tudi podnevi; vendar je po enem mnenju v Talmudu cel dan gorela le sredinska svetilka, v katero so vlili toliko olja kot v druge. Čeprav so vse druge luči ugasnile, je ta luč še naprej gorela z oljem, čeprav je bila prva prižgana. Ta čudež je bil po Talmudu vzet kot znamenje, da je bil Bog prisoten v Izraelu. Zaradi smeri stenja so jo imenovali ner hama'aravi (zahodna svetilka). Ta svetilka je bila omenjena tudi kot ner Elohim (Božja svetilka), omenjena v 1 Sam 3,3. Po Talmudu se je čudež ner hama'aravi končal po visokem duhovništvu Simona Pravičnega v 3. ali 4. stoletju pred našim štetjem.

## Zgodovina in usoda

### Tabernakelj
Prvotna menora je bila narejena za tabernakelj in Sveto pismo piše, da je bila prisotna, dokler Izraelci niso prečkali reke Jordan . Ko so v Šilu postavili tabernakeljski šotor Joz 18,1, 1 Sam 3,3, se domneva, da je bila prisotna tudi menora. Vendar se je ne omenja v letih, ko je bila skrinja zaveze prestavljena v času Samuela in Savla.

### Salomonov tempelj
O menore v Salomonovem templju ni druge omembe, razen v 1 Kr 7,49, 1 Krn 28,15 in 2 Krn 4,7, kjer je zapisano, da je ustvaril deset svetilk. Teža svečnikov je del podrobnih navodil, ki jih je Salomonu dal David.
Zabeleženo je, da so svečnike nekaj stoletij pozneje v Babilon odnesle invazijske vojske pod poveljstvom generala Nebuzar-Adana.Jer 52,19

### Drugi tempelj (po izgnanstvu)
Med obnovo bogoslužja v jeruzalemskem templju po babilonskem ujetništvu se ne omenja vrnitve menore v tempelj, temveč le "posod".Ez 1,9-10)
V Makabejski knjigi je zapisano, da je Antioh Epifan odvzel svečnike (množina), ko je vdrl in oropal tempelj.1 Mkb 1,21 Kasnejši zapis o izdelavi "novih svetih posod" se lahko nanaša na izdelavo novih svečnikov.1 Mkb 4,49 Svetopisemske omembe o usodi menore ni.

### Herodov tempelj
Herod Veliki je dal prenoviti Drugi jeruzalemski tempelj, pri tem pa ni motil izvajanja tempeljskega bogoslužja.

### Rim (70-455 našega štetja)
Menora iz Drugega templja je bila odnesena v Rim po rimski osvojitvi Jeruzalema leta 70 našega štetja med prvo judovsko-rimsko vojno . Usodo menore, uporabljene v drugem templju, je zapisal Jožef, ki pravi, da so jo prinesli v Rim in jo nosili med triumfom Vespazijana in Tita. Relief na Titovem slavoloku v Rimu prikazuje prizor rimskih vojakov, ki odnašajo plen iz drugega templja, vključno z menoro.
Menora in drugi tempeljski zakladi so bili stoletja razstavljeni kot vojne trofeje bodisi v templju miru v Rimu bodisi v cesarski palači. Še vedno so bilo tam, ko so mesto leta 455 oplenili Vandali.

### Po plenitvi Rima leta 455
Menoro so odnesli Vandali ob plenitvi Rima leta 455 našega štetja, in jo z drugimi različnimi zakladi iz templja v Jeruzalemu odpeljali v vandalsko prestolnico Kartagino. Še vedno je bila tam, ko je bizantinska vojska pod generalom Belizarjem zavzela mesto in leta 533 premagala Vandale. Belizar je odnesel menoro in druge zaklade in jih prinesel v Konstantinopel kot vojne trofeje. Po poročanju Prokopija so menora med Belizarjevo zmagoslavno procesijo nosili po ulicah Konstantinopla. Prokopij dodaja, da jih je Justinijan, ki ga je spodbudil vraževeren strah, da so zakladi prinesli nesrečo za Rim in Kartagino, poslal nazaj v Jeruzalem in tamkajšnja »svetišča kristjanov«. Vendar ni nobenega zapisa o njihovem prihodu tja in ni znakov romanja v tamkajšnje svetišče za menoro. Če je menora prispela v Jeruzalem, je bila morda uničena, ko so Jeruzalem leta 614 oropali Perzijci, čeprav legenda namiguje, da so jo sveti možje skrili, podobno kot tradicija trdi, da je bila prvotna menora skrita pred Nebukadnezarjevo invazijo.
Legende in teorije domnevajo, da so osvajalci menoro morda stopili ali razbili na kose zlata, da je bila uničena v požaru, da so jo obdržali v Konstantinoplu ali vrnili v Konstantinopel ali izgubili v brodolomu. Ena od vztrajnih govoric je, da jo je Vatikan stoletja skrival. Nekateri trdijo, da je bila shranjena v Vatikanu, drugi, da je v kleteh Bazilike sv. Janeza v Lateranu.

## Simbolika

### Judovstvo
Menora je simbolizirala ideal univerzalnega razsvetljenstva. Ideja, da menora simbolizira modrost, je zapisana v Talmudu, na primer: "Rabin Izak je rekel: Kdor želi postati moder, naj se nagiba proti jugu [pri molitvi]. Simbol [po katerem se tega spomnimo] tega je, da je bila menora na južni strani [templja]."
Sedem svetilk namiguje na veje človeškega znanja, ki jih predstavlja šest svetilk, ki so nagnjene navznoter in jih simbolično vodi božja luč, ki jo predstavlja osrednja svetilka. Menora simbolizira tudi stvarjenje v sedmih dneh, pri čemer osrednja luč predstavlja soboto.

### Krščanstvo
Novozavezna knjiga Razodetja omenja skrivnost sedmih zlatih svečnikov, ki predstavljajo sedem cerkva. Sporočila sedmim cerkvam Jezusa Kristusa imajo vsaj štiri aplikacije: (1) lokalno uporabo za določena mesta in vernike v cerkvi; (2) vsem cerkvam vseh generacij; (3) preroška aplikacija, ki razkriva sedem različnih faz cerkvene zgodovine od dni apostola Janeza do danes; (4) osebna prošnja za posamezne vernike, ki imajo ušesa, da slišijo, kaj govori Duh.
Po Klementu Aleksandrijskem in Filonu Judeju je sedem svetilk zlate menore predstavljalo sedem klasičnih planetov v tem vrstnem redu: Luna, Merkur, Venera, Sonce, Mars, Jupiter in Saturn.
Prav tako naj bi menora simbolizirala goreči grm, kot ga je videl Mojzes na gori Horeb.

## Hanukija
Menora z devetimi vejami, hanuka menora, je simbol, ki je tesno povezan z judovskim praznikom Hanuka. Ta vrsta menore se v sodobni hebrejščini imenuje hanukija. Po Talmudu je po selevkidski oskrunitvi judovskega templja v Jeruzalemu ostalo le toliko zaprtega (in zato ne oskrunjenega) posvečenega oljčnega olja, da je za en dan napajal večni ogenj v templju. Čudežno je olje gorelo osem dni, kar je bilo dovolj časa za pripravo novega čistega olja.
Talmud pravi, da je prepovedana uporaba menore s sedmimi svetilkami zunaj templja. Hanuka menora ima torej osem glavnih vej in dvignjeno deveto svetilko, ki je ločena kot šamaška (služabna) svetilka, ki se uporablja za prižiganje drugih svetilka. Beseda šamaš prvotno ni bila Beseda Hanuke in je postala povezana s praznikom šele v 16. stoletju, čeprav se je prvič pojavila v Mišni (ok. 200 n. št.) in Talmudu (ok. 500 n. št.).

## Sodobna judovska uporaba
Sinagoge imajo nenehno prižgano svetilko ali luč pred aron ha kadešem, kjer se hrani zvitek Tore, imenovan ner tamid (večna luč). Ta svetilka predstavlja nenehno prižgano ner Elohim menore, ki so jo uporabljali v tempeljskem času. Poleg tega imajo številne sinagoge upodobitve menore ali umetniško upodobitev menore.
Menora se pojavlja v grbu države Izrael, ki temelji na upodobitvi menore na Titovem slavoloku.
Včasih se pri poučevanju hebrejskega jezika uporablja tabela, oblikovana kot menora s sedmimi svetilkami, da se učenci spomnijo vloge binyanima, hebrejskega glagola.

### Rekonstrukcija menore
Izraelska organizacija Tempeljski inštitut je ustvarila menoro v naravni velikosti, ki jo je zasnoval zlatar Chaim Odem, namenjeno uporabi v bodočem Tretjem templju. Časnik Jerusalem Post opisuje menoro kot »izdelano v skladu z izjemno natančnimi bibličnimi specifikacijami in pripravljeno za takojšnjo uporabo, če se pojavi potreba.« Menora je sestavljena iz enega talenta (tolmačeno kot 45 kg) 24-karatnega čistega zlata, kovanega iz enega bloka čistega zlata, z okraski, ki temeljijo na upodobitvi originala na Titovem slavoloku in interpretaciji ustreznih verskih besedil s strani Tempeljskega inštituta.

## V drugih kulturah
V Vzhodni pravoslavni cerkvi se je ohranila uporaba menore, ki vedno stoji na oltarju ali za njim v svetišču. Čeprav se lahko uporabljajo sveče, je tradicionalna praksa uporaba oljčnega olja na svečniku s sedmimi svetilkami. Obstajajo različne liturgične prakse in običajno je za bogoslužje prižganih vseh sedem svetilk, čeprav so včasih za manjše obrede prižgane le tri osrednje. Če cerkev nima svetiščne svetilke, lahko sredinska svetilka od sedmih svetilk ostane prižgana kot večni ogenj.
Kinara je, tako kot menora, svečnik s sedmimi vejami, ki je povezan z afroameriškim festivalom Kwanzaa. Vsak dan celotedenskega praznovanja se prižge ena sveča, na podoben način kot hanukija med Hanuko.
V taoizmu obstaja Sedemzvezdna svetilka qi xing deng七星燈. To je oljna svetilka s sedmimi vejami oziroma svetilkami. Prižgana je, da predstavlja sedem zvezd v asterizmu Velikega voza. Ta svetilka je obvzena za vse taoistične templje in nikoli ne ugasne. V prvih 9 dneh festivala za 9. lunin mesec se lahko prižge tudi oljna svetilka z devetimi povezanimi svetilkami v čast Velikemu vozu in dvema drugima zvezdama, skupaj znanimi kot Devet cesarjevih zvezd. Ti zvezdi predstavlja sinova boginje sonca Dou Mu, ki ju je imenovala taoistična trojica (Tri čisti), da hranijo Knjige življenja in smrti človeštva. Svetilke predstavljajo osvetlitev 7 zvezd, prižiganje pa naj bi človeku oproščale grehe in hkrati podaljšale njegovo življenje.

## Galerija
- Upodobitev menore na Titovem slavoloku (ok. 81 n. št.) v Rimu
- Risba na upodobitvi menore na Titovem slavoloku
- Izraelski grb prikazuje menoro, obdano z oljčno vejo na vsaki strani, in napis »ישראל« (Izrael), ki temelji na njeni upodobitvi na Titovem slavoloku.
- Kamnita plošča iz obdobja drugega templja iz sinagoge v Peki'inu v Izraelu
- Značka za kapico Judovske legije : menora in beseda קדימה Kadima (naprej)
- Risba iz molitvenika, ki prikazuje osvetlitev Menore, 1738, iz zbirk Narodne knjižnice Izraela
- Menora je videti opuščena, ko je rimska vojska uničila Jeruzalemski tempelj (70 n. št.)
- Spomenik Menora na judovskem pokopališču v koncentracijskem taborišču Theresienstadt
- Spomenik Menorah 33.771 umorjenim Judom v Babi Yaru v Ukrajini
- Knesetska menora pred knesetom (izraelski parlament).
- V tem francoskem tisku iz leta 1806 ženska z menoro predstavlja Jude, ki jih je emancipiral Napoleon Bonaparte.
- Kippa in menora iz kolekcije Harry S. Trumana
- Menora, podarjena carju Borisu III. Bolgarskemu iz bolgarske judovske skupnosti (Carska Bistrica)
- Menora v sefardskem slogu iz Španije
- Logo pariškega Musée d'Art et d'Histoire du Judaïsme
- Menora na zastavi Iglesia ni Cristo